# Messier 91
Messier 91 sau M91 este o galaxie spirală barată.